# Erik Guay
Erik Guay (* 5. srpna 1981, Montréal, Québec, Kanada) je bývalý kanadský reprezentant v alpském lyžování, který dosáhl nejlepších výsledků ve sjezdu a Super G. Na MS 2011 se stal mistrem světa ve sjezdu a k únoru téhož roku celkově vyhrál tří závody Světového poháru. V sezóně 2007 získal malý křišťálový glóbus pro nejlepšího sjezdaře roku.

## Sportovní kariéra
Na Zimních olympijských hrách 2006 v Turíně skončil na čtvrtém místě v Super G.
24. února 2007 premiérově triumfoval ve sjezdu Světového poháru v německém Garmisch-Partenkirchenu. Stal se tak prvním Kanaďanem od roku 1994, jenž vyhrál sjezd. V celkovém hodnocení této disciplíny ve Světovém poháru 2007, pak skončil na třetím místě. V únoru 2011 vyhrál sjezd mistrovství světa opět na sjezdovce Kandahár v Ga-Pa.
V sezóně 2009 se desetkrát probojoval do první desítky závodů poháru, ovšem jen jednou stanul na stupních vítězů, a to na třetím místě. Na Zimních olympijských hrách 2010 ve Vancouveru dosáhl dvou pátých míst v rychlostních disciplínách – Super–G a sjezdu. Ve světovém poháru 2010 získal během března tři pódiová umístění v řadě, včetně dvou titulů z posledních událostí Super G daného roku. Tím se stal celkovým šampiónem v této disciplíně a získal malý křišťálvý glóbus. Byl tak prvním Kanaďanem, který dosáhl na křišťálový glóbus od sezóny 1982, kdy se stejný výkon povedl Steveu Podborskému.
V sezóně 2011 kvůli problémům se zády vynechal sjezdy v Kitzbühelu a Wengenu. Na MS 2011 v Ga-Pa nejdříve nedojel závod v Super–G. Pak ovšem vyhrál sjezd a stal se mistrem světa, po Johnu Kucerovi (2009) jako druhý Kanaďan v této disciplíně.

## Soukromý život
Je ženatý s Karen Guayovou. Mají dceru Eriku Logann Elizabeth Guayovou (nar. leden 2009). V létě 2010 se rodina přestěhovala z Calgary do Quebecu.

## Vítězství ve Světovém poháru

### Sezonní vítězství (křišťálové glóby)
| Sezóna | Disciplína |
| ------ | ---------- |
| 2010   | Super G    |

### Vyhrané závody
- celkově 3 (14 umístění na stupních vítězů)
  - 1 sjezd
  - 2 Super-G

| Datum           | Místo     | Disciplína |
| --------------- | --------- | ---------- |
| 24. února 2007  | Garmisch  | sjezd      |
| 7. března 2010  | Kvitfjell | Super-G    |
| 11. března 2010 | Garmisch  | Super-G    |

## Umístění ve Světovém poháru
| Sezóna/Pořadí | Sezóna/Pořadí | Celkově | Celkově | Sjezd  | Sjezd | Super G | Super G | Obr.slalom | Obr.slalom | Slalom | Slalom | Kombinace | Kombinace |
| ------------- | ------------- | ------- | ------- | ------ | ----- | ------- | ------- | ---------- | ---------- | ------ | ------ | --------- | --------- |
| Sezóna/Pořadí | Sezóna/Pořadí | Pořadí  | Body    | Pořadí | Body  | Pořadí  | Body    | Pořadí     | Body       | Pořadí | Body   | Pořadí    | Body      |
| 2002/03       | 2002/03       | 79.     | 60      | 37.    | 30    | 32.     | 30      | -          | -          | -      | -      | -         | -         |
| 2003/04       | 2003/04       | 55.     | 135     | 28.    | 81    | 24.     | 54      | -          | -          | -      | -      | -         | -         |
| 2004/05       | 2004/05       | 25.     | 330     | 14.    | 187   | 15.     | 131     | -          | -          | -      | -      | 19.       | 12        |
| 2005/06       | 2005/06       | 18.     | 435     | 11.    | 221   | 6.      | 204     | 47.        | 10         | -      | -      | -         | -         |
| 2006/07       | 2006/07       | 12.     | 529     | 3.     | 393   | 10.     | 136     | -          | -          | -      | -      | -         | -         |
| 2007/08       | 2007/08       | 18.     | 467     | 12.    | 201   | 6.      | 240     | 41.        | 26         | -      | -      | -         | -         |
| 2008/09       | 2008/09       | 22.     | 408     | 6.     | 287   | 12.     | 121     | -          | -          | -      | -      | -         | -         |
| 2009/10       | 2009/10       | 13.     | 487     | 13.    | 156   | 1.      | 331     | -          | -          | -      | -      | -         | -         |